# 筑紫トンネル
筑紫トンネル（ちくしトンネル）は、福岡県那珂川市と佐賀県鳥栖市を結ぶ九州新幹線の鉄道トンネルである。博多駅と新鳥栖駅の間に位置する。全長約11,865メートル（資料によっては11,935メートルとなっている場合もある）で、九州新幹線鹿児島ルートにおいて同区間内で最長のトンネルである。

## 概要
九州新幹線鹿児島ルートのうち、博多 - 新八代については2011年3月の開業を目指して建設が進められ、この一環として福岡県と佐賀県を結ぶ区間に筑紫トンネルが建設された。博多 - 新八代間は、既開業の新八代 - 鹿児島中央間に比べて明かり区間（トンネル以外の区間）の占める割合が高いが、既開業区間も含めて筑紫トンネルが最も長いトンネルとなっている。また、起点と終点の両方が九州内に存在する鉄道トンネルとしても最も長いものとなっている。
発注元は九州新幹線の建設工事を担当していた鉄道建設・運輸施設整備支援機構である。北側から梶原工区（3,150メートル）、南畑工区（3,385メートル）、河内工区（3,065メートル）、山浦工区（2,335メートル）の4つの工区に分けて建設が行われ、2002年7月に河内工区から着工した。主に新オーストリアトンネル工法（NATM工法）で掘削が行われた。総工費約330億円、高さ7.7メートル、幅9.5メートルである。下り坂の勾配が35パーミル にも及ぶため、全台車に抑速ブレーキを備えた編成（N700系（S・R編成）・800系）を導入して、下り坂急勾配カーブの高速安全走行を可能にしている。
2007年12月1日、貫通式が行われた。本トンネルを含む博多 - 新鳥栖間のトンネルでは2011年3月の開業から携帯電話の使用が可能である。